# بين ستيل (ممثل)
بين ستيل (بالإنجليزية: Ben Steel)‏ هو مخرج وممثل أسترالي، ولد في 9 أكتوبر 1975 في ملبورن في أستراليا.

## وصلات خارجية
- بين ستيل على موقع IMDb (الإنجليزية)
- بين ستيل على موقع قاعدة بيانات الفيلم (الإنجليزية)